# Товарный дефицит
Това́рный дефици́т (от лат. dēficit «не хватает, недостаёт») — недостаток отдельных товаров и услуг, которые покупатели не могут приобрести, несмотря на наличие денег.

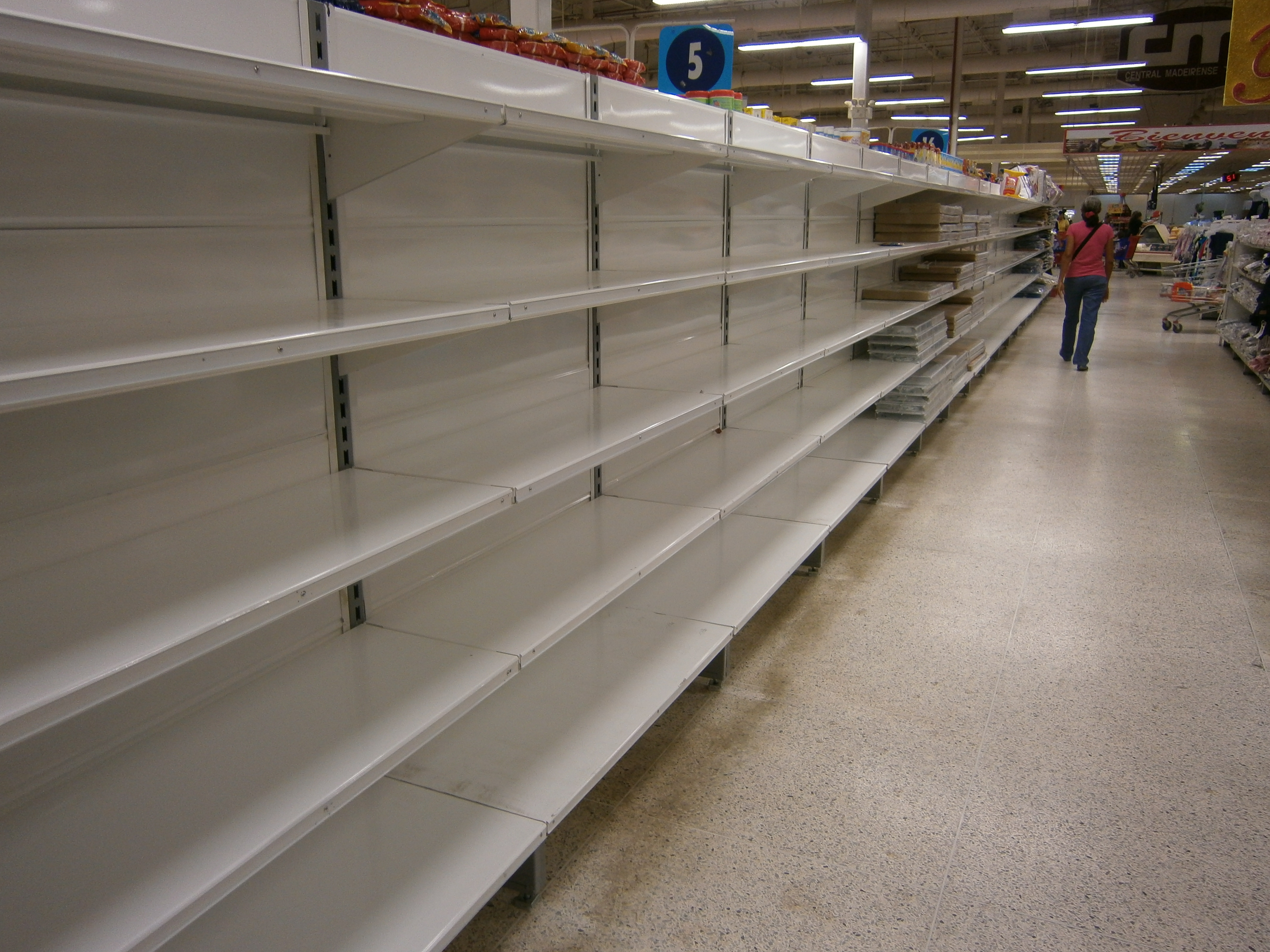
Пустые полки магазина в Венесуэле, 2014 г.

Дефицит свидетельствует о несовпадении спроса и предложения и отсутствии уравновешивающей цены.

## Причины появления дефицита
Дефицит товара — это симптом превышения спроса на этот товар над предложением. Эпизоды товарного дефицита возможны и в плановой и в рыночной экономиках. Однако в рыночной экономике с плавающими ценами торговый дефицит считается неравновесным состоянием, которое быстро корректируется рынком путём роста цен, роста объёма производства и падения спроса на товар. С другой стороны, плановая экономика в сочетании с государственным регулированием цен лишена этого естественного рыночного корректирующего механизма, и поэтому в такой экономике возможны случаи долговременного (и даже перманентного) товарного дефицита.
Лауреат Нобелевской премии Милтон Фридман сказал: «Мы, экономисты, знаем не очень много, но мы знаем, как создать дефицит. Если вы хотите создать дефицит, например, помидоров, нужно просто принять закон, по которому розничные торговцы не могут продавать помидоры более чем за два цента за фунт. Мгновенно вы будете иметь дефицит помидоров. То же самое и с нефтью или газом».
Оборотная сторона торгового дефицита в условиях плановой экономики — это появление товаров, на которые регулирующий орган устанавливает завышенные цены или завышенные квоты производства. Такие товары имеют тенденцию скапливаться на складах или на полках магазинов — затоваривание. Сосуществование дефицита и неликвидных товаров привело в СССР к появлению феномена «нагрузки», когда дефицитный товар разрешалось покупать только в комплекте с неликвидным.

### Мнения экономистов
Существует мнение, что централизованное планирование невозможно в принципе, в частности, из-за огромного количества позиций, подлежащих планированию. Как указывал в начале XX века итальянский экономист В. Парето:

[при планировании] не математика помогала бы экономике, а экономика математике. Если бы действительно можно было знать все эти уравнения, то единственный доступный способ решить их — это наблюдать практическое решение, которое даёт рынок.

Впервые на проблемы экономического расчёта при социализме указал Л. фон Мизес — один из основателей Австрийской экономической школы. В работе, опубликованной в 1920 году, он писал:

Возможность рационального расчёта в рыночной экономике основана на том, что известны цены в денежном выражении, позволяющие такой расчёт осуществлять.

Мизес подчёркивал, что для верного расчёта нужно знать не только цены на конечные продукты, но и на все промежуточные продукты и факторы производства. Он считал, что немыслим никакой другой механизм, кроме конкурентного рынка, способный учесть все возможные обстоятельства.
Нобелевский лауреат по экономике Фридрих Август Хайек считал, что отсутствие регулирующего воздействия рыночных цен неизбежно приведёт к диктату производителя:

В социалистическом государстве производство не будет иметь вообще никакой определённой цели. […] Государство будет производить что-нибудь, а потребителям придётся брать то, что произведено.

Исследователь советской политической системы М. С. Восленский указывал, что дефицит товаров народного потребления был закономерным явлением, связанным с недостаточным финансированием лёгкой промышленности (группа «Б»), из-за чрезмерных расходов на тяжёлую и военную промышленность (группа «А»):

Для экономики [социализма] характерен постоянный кризис недопроизводства [товаров народного потребления]. Он именно постоянный, а не периодический. […] Кризис недопроизводства стал повседневностью экономической жизни соцстран.